# Sikkarayapuram
Sikkarayapuram es una ciudad censal situada en el distrito de Kanchipuram en el estado de Tamil Nadu (India). Su población es de 10187 habitantes (2011). Se encuentra a 18 km de Chennai y a 52 km de Kanchipuram. Forma parte del área metropolitana de Chennai.

## Demografía
Según el censo de 2011 la población de Sikkarayapuram era de 10187 habitantes, de los cuales 5354 eran hombres y 4833 eran mujeres. Sikkarayapuram tiene una tasa media de alfabetización del 82,73%, superior a la media estatal del 80,09%: la alfabetización masculina es del 89,11%, y la alfabetización femenina del 75,69%.